# Ceriomicrodon
Ceriomicrodon là một chi ruồi trong họ Syrphidae.